# Brustblase
Als Brustblase (Bursitis sternalis, engl. breast blister) bezeichnet man eine Entzündung des Schleimbeutels vor dem Brustbein (Bursa sternalis) bei Vögeln.

## Krankheitsentstehung
Die Bursa prästernalis ist ein erworbener, subkutaner Schleimbeutel, der in den ersten Lebenswochen am vorderen des Brutsbeinkiels (Carina oder Cirsta sterni) entsteht. Über ihm ist die Haut ohne Federn (Federrain, Apterium). Eine chronische Reizung führt zu einer Entzündung der Wand des Schleimbeutels und vermehrter Füllung mit Synovia (Hygrom). Dieser Vorgang wird vor allem in der Putenmast und bei Masthähnchen beobachtet, also bei auf hohe Lebendmassezunahme gezüchteten Geflügelarten. Auch bei der Fasanenzucht kann eine Brustblase auftreten. Die vermehrte Füllung führt zu einer schnellen Vergrößerung des Schleimbeutels und nachfolgend infolge von Verletzungen zu bakterieller Infektion. Bis in die 1970er Jahre wurde eine Bursitis sternalis vor allem bei der Hautform der Marek-Krankheit beobachtet. Neben hoher Lebendmassezunahme fördern grobe oder feuchte Einstreu, Käfigböden und Überbelegung das Entstehen einer Bursitis sternalis. Männliche Tiere sind aufgrund der höheren Lebendmasse häufiger betroffen. Infektionen mit Staphylokokken, Escherichia coli, Mycoplasma gallisepticum und Mycoplasma synoviae sind mit der Bursitis sternalis assoziiert.
Insbesondere in der Putenproduktion führt die Erkrankung zu hohen wirtschaftlichen Verlusten, vor allem durch Abwertung der Schlachtkörperqualität.

## Klinik
Die Brustblase ist eine umkapselte Umfangsvermehrung, die mit Synovia (Hygrom), trüber oder blutiger Flüssigkeit oder Eiter gefüllt sein kann. Die umgebende Haut ist ebenfalls entzündet. Abzugrenzen ist vor allem eine örtliche geschwürige Hautentzündung (engl. breast buttons).
Größere oder infizierte Schleimbeutel können chirurgisch entfernt werden. Durch Abstellen der fördernden Faktoren kann der Erkrankung vorgebeugt werden.